# R.A.F.I.
R.A.F.I. è il secondo album in studio del gruppo musicale britannico Asian Dub Foundation, pubblicato nel 1997.

## Tracce
1. Assassin
2. Change
3. Black White
4. Buzzing
5. Free Satpal Ram
6. Modern Apprentice
7. Operation Eagle Lie
8. Hypocrite
9. Naxalite
10. Loot
11. Dub Mentality
12. Culture Move
13. Real Areas for Investigation